# Nautilocalyx crenatus
Nautilocalyx crenatus är en tvåhjärtbladig växtart som beskrevs av Feuillet. Nautilocalyx crenatus ingår i släktet Nautilocalyx och familjen Gesneriaceae. Inga underarter finns listade i Catalogue of Life.